# 康津田
康津田（1970年—2007年3月26日），本名高啟康，香港漫畫家。
1995年，康津田投稿到台灣，被賞識後在台灣「尖端出版」推出首本個人作品《無邪氣少女》（於《神氣少年》月刊連載）。後來在香港正文社繪畫作品《超必答王》及《學園至優生》。最後於文化傳信推出多本作品，包括《九個女仔一隻鬼》、《聖女貞德》等。之後轉職到星島報業任設計師一職。
2007年3月26日，康津田因突發急病離世，享年37歲。

## 作品
- 《無邪氣少女》：1995年尖端出版
- 《超必答王》：
- 《學園至優生》：1997年正文社出版
- 《聖女貞德》：2000年文化傳信出版
- 《戀愛熱線短編》：
- 《我們戀愛了》：
- 《中國足球》：2002年文化傳信出版
- 《九個女仔一隻鬼》：2003年文化傳信出版